# Котухина, Анна Александровна
А́нна Алекса́ндровна Коту́хина (1915—2007) — советская, российская художница палехской миниатюры. Народный художник СССР (1985).

## Биография
Родилась 5 (18) июня 1915 года в селе Гора (ныне в Орехово-Зуевском муниципальном районе Московской области).
После смерти матери была отдана в приют. Затем её и брата взял на воспитание дед, живший в селе Васильевском (18 км от Палеха).
После окончания школы в 1932 году поступила в Шуйский педагогический техникум. В 1933—1934 годах училась в профтехшколе, в 1934—1940 — в Палехском художественном училище имени М. Горького. Учителя — Н. М. Зиновьев, Н. А. Правдин, Н. М. Парилов, Е. Панков.
С осени 1940 года работала в «Товариществе художников Палеха» в ведении Всероссийского кооперативного объединения «Художник») (с 1954 — «Палехские художественно-производственные мастерские» (ПХПМ) Художественного фонда РСФСР).
Занималась росписью интерьеров (оформление киноконцертного зала в гостинице «Россия» в Москве (1970), больницы «Малышок» в селе Ломы Ивановской области (1980), санатория «Красная Талка» в Геленджике Краснодарского края (1984). Руководила росписью кинотеатра «Руслан» в Пушкине Ленинградской области (1971—1972)), театрально-декорационной живописью (эскизы декораций к балету А. К. Лядова «Сказка о мёртвой царевне» (1949), опере Н. А. Римского-Корсакова «Кащей Бессмертный» (1950) для Ленинградского Малого оперного театра, эскизы костюмов для Ленинградской балетной труппы «Хореографические миниатюры» (1971—1972)), иллюстрацией для журналов, оформлением открыток. Копировала И. И. Голикова, И. П. Вакурова.
Тематика произведений: фольклор, история, литература, жанровые сцены, Великая Отечественная война.
Участвовала в выставках с 1940 года.
Работы художника хранятся в музеях: Государственном музее палехского искусства (ГМПИ), ГРМ, Всероссийском музее декоративно-прикладного и народного искусства (ВМДПНИ), Ивановском областном художественном музее (ИОХМ), в других музеях.
Член СХ РСФСР с 1944 года.
Скончалась 23 октября 2007 года в Палехе. Захоронена на местном кладбище.

### Семья
- отец[3] — Александр Васильевич Котухин (1886—1961), художник, один из основоположников школы искусства палехской миниатюры. Заслуженный деятель искусств РСФСР (1935). Народный художник РСФСР (1956).

## Награды и звания
- заслуженный деятель искусств РСФСР (1957)
- народный художник РСФСР (1974)
- народный художник СССР (1985)
- Государственная премия РСФСР имени И. Е. Репина (1970) — за создание высокохудожественных произведений лаковой миниатюры
- медаль имени Т. И. Шувандиной (1983)
- Почётный гражданин Палеха (1997).

## Работы
- «Атака». Перчаточница (1944)
- «Бегство Игоря из плена». Шкатулка (1956)
- «Берёзка». Пластина (1957)
- «В ночное» (1940)
- «Встреча Красной Армии в Западной Белоруссии» (1940)
- «Выступление Игоря в поход». Шкатулка (1962)
- «Выходной денёк». Круглый ларчик
- «За мир!» (совместно с А. В. Ковалёвым). Ларец (1952)
- «За сына, за брата, за друга…». Шкатулка (1945)
- «Здравствуй, Волго-Дон!». Шкатулка (1952)
- «Зима»
- «Колхозная осень» (1956)
- «Мороз-воевода»
- «Мцыри» (1941)
- «Мы ещё вернёмся!» (1941)
- «На поле Куликовом». Шкатулка (1980)
- «На салазках»
- «Народные мстители». Тарелка (1948)
- «Проходит конница через века». Нож для бумаги (1980)
- «Птица-тройка». Коробочка (1956)
- «Рейд конницы в тыл противника»
- «Руслан и Людмила». Набор открыток (1970)
- «Слово о полку Игореве». Ларец (1956)
- «Затмение солца». Крышка
- «Бегство Игоря». Боковая сторона
- «Плач Ярославны». Боковая сторона
- «Сон Святослава». Боковая сторона
- «Сталинград». Ларец (1943—1944)
- «Страна Муравия». Тарелка
- «Судьба человека». Шкатулка
- «То не тучи, грозовые облака». Шкатулка
- «Три всадника». Панно (1980)
- «У лукоморья». Шкатулка (1956)
- «Хоровод». Панно (1984)